# Cratere Johannesburg
Johannesburg  è un cratere sulla superficie di Marte.